# 하비브 부르기바

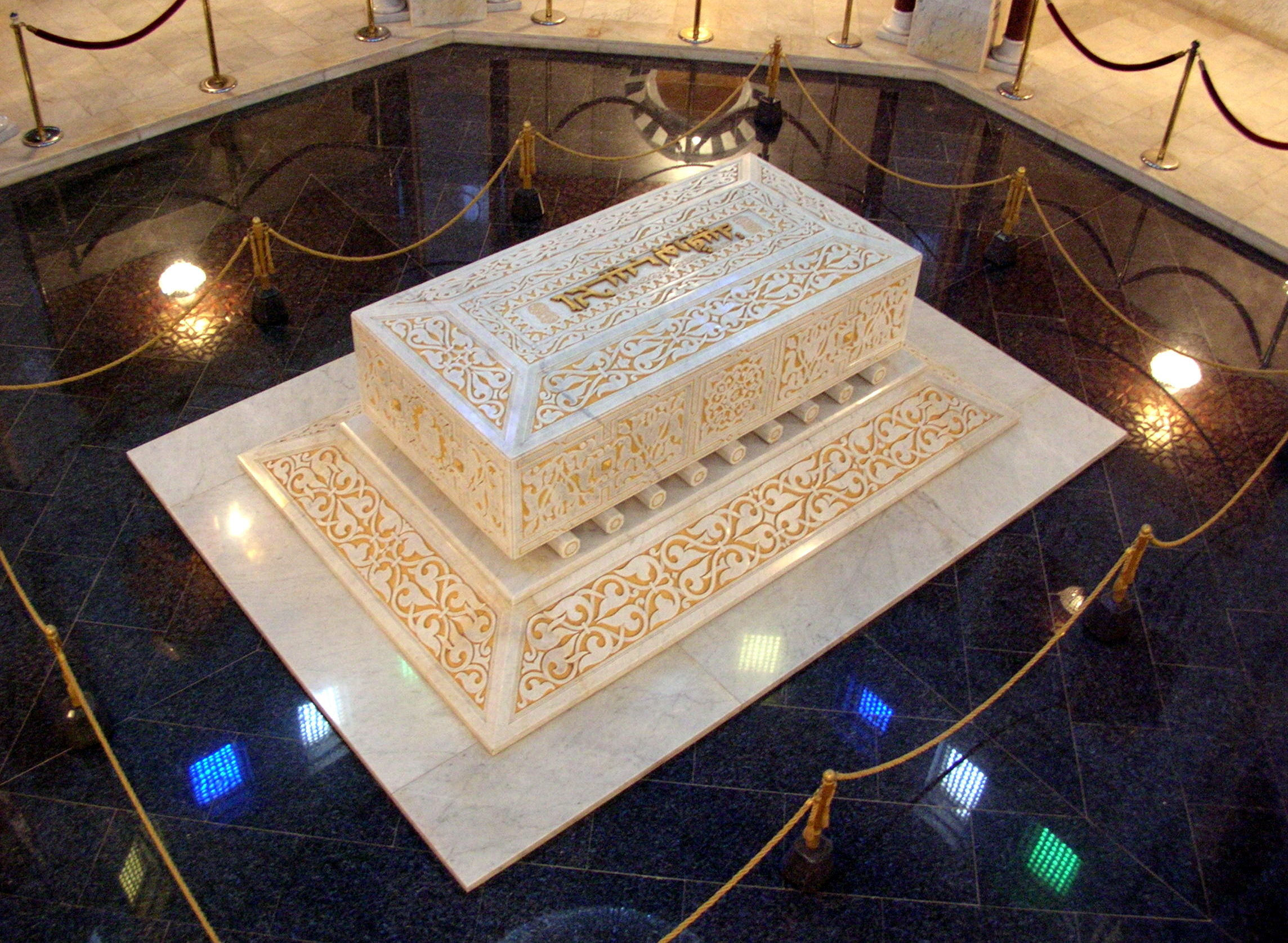
모나스티르에 있는 부르기바의 묘

하비브 부르기바(아랍어: حبيب بورقيبة: Ḥabīb Būrqība, 1903년 8월 3일~2000년 4월 6일)는 튀니지의 정치가이자 창설자이며 1957년 7월 25일부터 1987년 11월 7일까지 튀니지 공화국의 첫 번째 대통령으로 재임하였다.
그는 대통령 재임 기간 동안에 서구화가 진행되었기 때문에 종종 터키의 지도자 무스타파 케말 아타튀르크와 비교된다. 부르기바가 대통령이었던 시절 동안, 교육은 최우선이었다. 부르기바는 또한 냉전 동안 그의 통치를 위하여 서구의 지지를 얻기 위한 방법으로서 여성의 권리를 진척시켰다. 일부다처제를 금지하고, 여성의 이혼에 참여할 권리를 확장했으며, 17세의 나이로 결혼할 소녀들의 나이를 올림으로서 중요한 법적 선례를 남겼지만, 그는 동시에 여성들이 기관이나 혹은 단체를 만들 권리를 금지시켰다. 실제로 튀니지 사회에 얼마나 이식되었을지 논쟁할 것이 남아있겠지만, 1956년 8월에 통과된 그 새로운 개인의 지위 법전은 여성의 권리를 확장시켰다. 특히, 그 법전은 또한 가족의 수장으로서 아버지의 역할을 제도화했다. 독립 후, 튀니지의 유대인 사회 위원회가 정부에 의해 폐지되었으며 많은 유대인 지역과 건물이 "도시 갱신"을 위하여 파괴되었다.

## 역대 선거 결과
| 선거명      | 직책명          | 대수 | 정당              | 득표율  | 득표수      | 결과 | 당락 |
| ----------- | --------------- | ---- | ----------------- | ------- | ----------- | ---- | ---- |
| 1959년 선거 | 튀니지의 대통령 | 1대  | 네오 데스투르     | 100.00% | 1,005,769표 | 1위  |      |
| 1964년 선거 | 튀니지의 대통령 | 1대  | 사회주의 데스투르 | 100.00% | 1,255,153표 | 1위  |      |
| 1969년 선거 | 튀니지의 대통령 | 1대  | 사회주의 데스투르 | 99.45%  | 1,363,939표 | 1위  |      |
| 1974년 선거 | 튀니지의 대통령 | 1대  | 사회주의 데스투르 | 94.49%  | 1,570,954표 | 1위  |      |